# Bani Khoshnoudi
Bani Khoshnoudi (Teherán, 1977) es una cineasta, artista visual y escritora. Como realizadora de cine y artista visual su obra explora temas relacionados con la revolución, la modernidad y su impacto sobre la memoria, el exilio y la migración. En 2022 recibió el Premio Herb Alpert en Artes. Es fundadora de la productora audiovisual Pensée Sauvage Films. 
Bani se autodefine como una artista transnacional ya que considera que su trabajo se extiende más allá de un contexto nacional específico y se esfuerza por conectar historias a través de las fronteras. Khoshnoudi nació en Teherán y se mudó a los EE. UU. durante la revolución iraní de 1979, en donde estudio arquitectura, fotografía y cine en la Universidad de Texas en Austin. Posteriormente vivió en Francia y desde 2009 en México. En los eventos organizados por la Austin Film Society conoció el cine de autor, pero también el cine etnográfico, de vanguardia y de ensayo.
Cuando termina sus estudios en cine viaja a Irán y realiza su primer documental A People in the shadows en donde utiliza métodos de observación y de cine directo. Un aspecto que caracteriza su trabajo documental es el uso de material de archivo. Ella opina que el uso de material de archivo permite mantener la distancia mientras reflexionamos sobre el lugar y cómo podemos resistir colectivamente los efectos del fascismo y estados opresivo cuando vivimos fragmentados y lejos de nuestras familias. Mientras que su primer cortometraje de ficción Transits: Nuestros trazos, nuestra ruina está inspirado en testimonios de exiliados de Afganistán, Irán y Kurdistán. Con el cortometraje Transit (2005) ganó el Premio del Jurado en el Festival Premiers Plans Angers y fue nominada al Premio Jean Vigo.    
Su último largometraje de ficción Luciérnagas se centra en la historia de Ramín (Arash Marandi), un joven gay iraní que huyó de la represión sexual de su país y busca exiliarse en México. Filme que se estrenó en el Festival Internacional de Cine de Róterdam y ganó el Premio HBO a la Mejor Película Iberoamericana en el Festival Internacional de Cine de Miami (Miami IFF).
El Museo Experimental El Eco en la Ciudad de México exhibió, en 2022,  su obra  llamada “ El Chinero, un cerro fantasma ”, sobre un sitio en el desierto de Mexicali donde murió un grupo de inmigrantes chinos a principios del siglo XX.

## Filmografía
- 2022: El Chinero, un cerro fantasma (corto experimental)
- 2018: Luciérnagas (largo metraje de ficción)
- 2108: Benizit (medio metraje hybride)
- 2016: Transit(s): Nuestros trazos, nuestra ruina (medio metraje documental de ensayo)
- 2014: The Silent Majority Speaks (largo metraje documental de ensayo)
- 2012: Ziba (largo metraje de ficción)
- 2012: Cem (corto metraje experimental)
- 2008: A People in the Shadows (largo metraje documental)
- 2004: Transit (corto metraje de ficción)
- 2004: Shirin Ebadi: una simple abogada

## Instalaciones
- 2022: El Chinero (instalación 16mm)
- 2013: Scaffold (instalación doble canal video)
- 2012: Paradox of Time: Studies in Memory (instalación video)
- 2009: Untitled by an Anonymous Artist (instalación sonido)
- 2007: Tehran Portraits (instalación de video)